# Jüdischer Friedhof Feudenheim

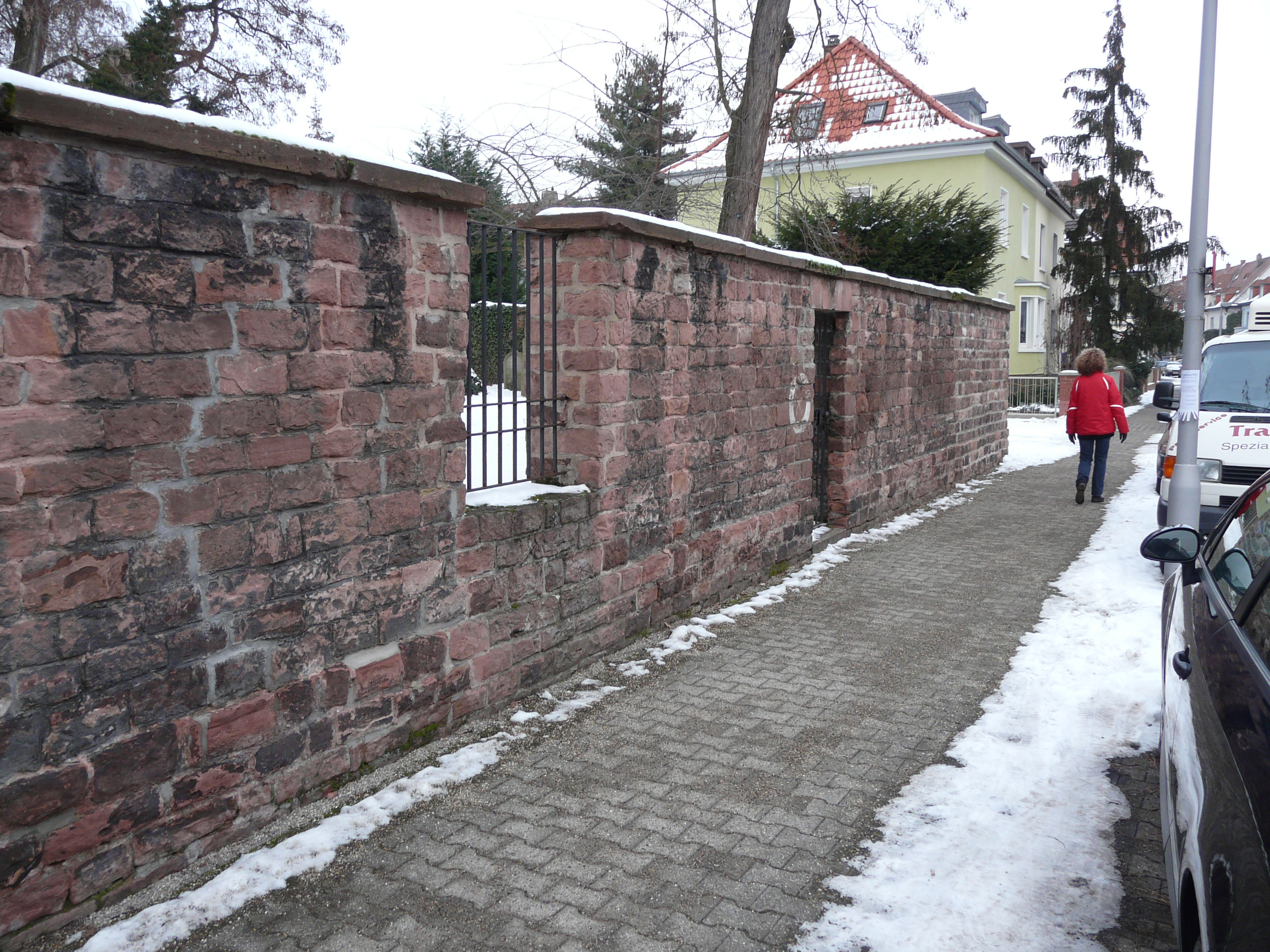
Eingang des alten jüdischen Friedhofs in der Scheffelstraße

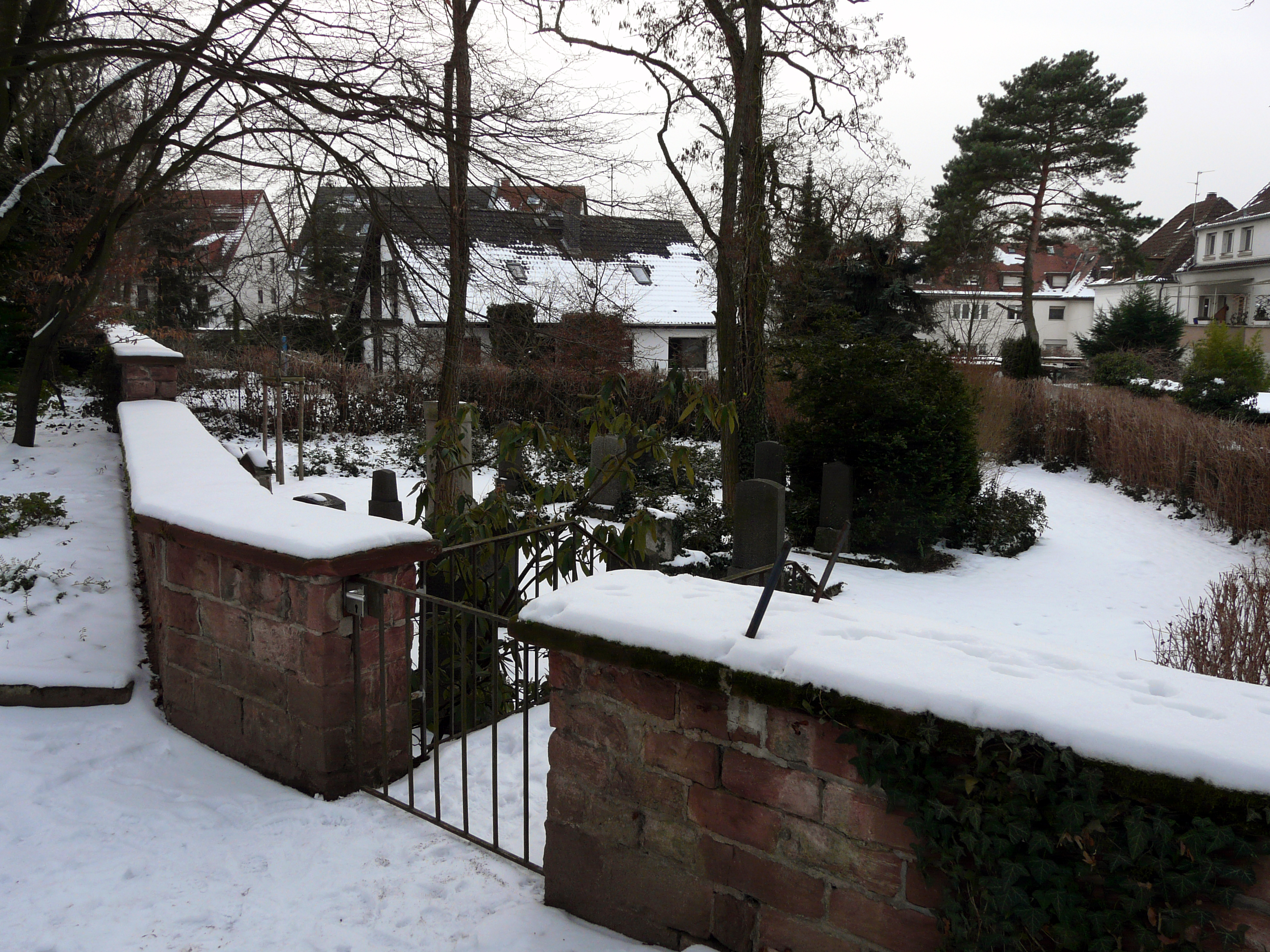
Eingang des neuen jüdischen Friedhofs in der Talstraße

Der Jüdische Friedhof Feudenheim ist ein geschütztes Kulturdenkmal im Mannheimer Stadtteil Feudenheim im nördlichen Baden-Württemberg.

## Alter jüdischer Friedhof
Die jüdische Gemeinde Feudenheim hatte ihre Toten vor 1858 auf dem jüdischen Friedhof Hemsbach beigesetzt. 1858 wurde ein jüdischer Friedhof an der Scheffelstraße angelegt (4,17 Ar groß), der bis 1900 benutzt wurde. Heute sind noch 53 Grabsteine vorhanden. Der älteste Grabstein ist von 1861, der jüngste von 1897.

## Neuer jüdischer Friedhof
Der neue jüdische Friedhof wurde neben dem christlichen Friedhof an der Talstraße angelegt. Er hat eine Fläche von 4,85 Ar und heute sind noch 19 Grabsteine erhalten. Der älteste Grabstein ist von 1901, der jüngste von 1939.